# Liste der Straßen und Plätze in Düren

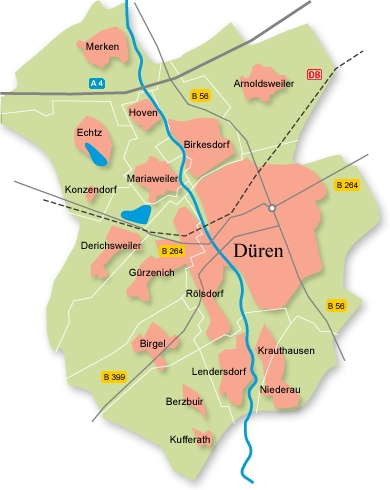
Übersicht der Stadtteile von Düren

Die Liste der Straßen in Düren enthält die Straßen und Plätze der Stadt Düren, Nordrhein-Westfalen sowie eine Erläuterung zur Herkunft des Namens, soweit bekannt, und eine Zuordnung zu den jeweiligen Stadtteilen. Durch die kommunale Neugliederung mussten einige Straßennamen geändert werden, damit es den Namen jeweils nur einmal gibt. Soweit bekannt, sind die alten Straßennamen in die Liste aufgenommen worden.

## Hinweise zu den Angaben in den Tabellen
- Die Spalte Straßenname enthält die Bezeichnung der Straße oder des Platzes.
- Als Stadtteil sind die jeweiligen Stadtteile aufgelistet, zu der die Straßen und Plätze gehören.
- In der Spalte Bedeutung/Artikel sind Erläuterungen zur Herkunft des Namens (z. B. Orte, Persönlichkeiten oder historische Begebenheiten) angegeben, sowie die Links zu bestehenden Artikeln.

Die Spalten sind sortierbar.

## Straßenliste
| Straßenname                  | Stadtteil            | Bedeutung/Artikel |
| ---------------------------- | -------------------- | --- |
| Aachener Straße              | Düren                | → Siehe Aachener Straße |
| Ackerstraße                  | Birgel               | |
| Agathastraße                 | Derichsweiler        | bis 6. September 1973 Hauptstraße |
| Agnesstraße                  | Düren                | Agnes Hoesch geb. Pfeifer (* 3. Februar 1839 in Frankfurt am Main; † 22. Februar 1903 in Düren) war die Gattin von Eberhard Hoesch und eine große Wohltäterin der Armen. |
| Ahornstraße                  | Birkesdorf           | Benannt nach der Baumart Ahorn; bis 6. September 1973 Am Schlagbaum |
| Ahrweg                       | Mariaweiler          | bis 6. September 1973 Verbindungsweg zw. Ost- und Rurstraße sowie verl. Brückenstraße |
| Ahrweilerplatz               | Düren                | → Siehe Ahrweilerplatz |
| Akazienstraße                | Birkesdorf           | Benannt nach der Baumart Akazie; bis 6. September 1973 Kölnstraße |
| Alberoplatz                  | Birkesdorf           | bis 6. September 1973 Burghof |
| Albert-Schweitzer-Straße     | Düren                | Albert Schweitzer (* 14. Januar 1875, † 4. September 1965) Arzt und Theologe |
| Albrecht-Dürer-Straße        | Düren                | Albrecht Dürer (* 21. Mai 1471; † 6. April 1528), deutscher Maler, war am 27. Oktober 1520 in Düren |
| Aldenhovener Straße          | Mariaweiler          | Die Landesstraße 13 führt nach Aldenhoven |
| Alemannenweg                 | Düren                | Benannt nach dem Volk der Alemannen |
| Alexanderstraße              | Merken               | In diesem Bereich sind die meisten Straßen mit Vornamen bezeichnet; bis 6. September 1973 Teichstraße |
| Alte Jülicher Straße         | Düren                | → Siehe Alte Jülicher Straße |
| Altenteich                   | Düren                | → Siehe Altenteich |
| Altmünsterstraße             | Niederau             | Partnerstadt Altmünster in Oberösterreich; bis 6. September 1973 Am Erlenbusch, vorh. Schulstraße |
| Am Adenauerpark              | Düren                | Konrad Adenauer (* 5. Januar 1876; † 19. April 1967); erster Bundeskanzler von 1949 bis 1963; bis 6. September 1973 teilweise auch Bergstraße |
| Am Alten Eisenhammer         | Lendersdorf          | Hier befand sich früher ein Eisenhammer |
| Am Alten Kirchweg            | Lendersdorf          | |
| Am Alten Wasserturm          | Düren                | Hier stand der erste Dürener Wasserturm (1885–1909 in Betrieb gewesen) |
| Am Badesee                   | Gürzenich            | Zufahrt zum Dürener Badesee |
| Am Bilderstock               | Echtz                | bis 6. September 1973 Gartenstraße |
| Am Breuershäuschen           | Gürzenich            | → Siehe Breuer’s Häuschen |
| Am Brummenberg               | Lendersdorf          | |
| Am Burgauer Busch            | Niederau             | → Siehe Burgauer Wald |
| Am Courtenbachshof           | Düren                | Ehemaliger fränkischer Erbforsthof (um 1630) |
| Am Dürener Weg               | Gürzenich            | |
| Am Ellernbusch               | Rölsdorf             | |
| Am Fuchsberg                 | Düren                | Benannt nach dem Abhang Fuchsberg; bis 6. September 1973 Bismarckallee |
| Am Getzer Acker              | Hoven                | |
| Am Gieselspfad               | Echtz                | Es handelt sich um einen Teil der Kreisstraße 35; bis 6. September 1973 Str. Richtung Merken – Verl. Breite Straße |
| Am Golfplatz                 | Gürzenich            | Die Straße führt zum einzigen Golfplatz in der Stadt Düren. |
| Am Hagedorn                  | Birgel               | |
| Am Hagelkreuz                | Kufferath            | Die Straße führt zum Hagelkreuz am Ortsrand |
| Am Hansgraben                | Arnoldsweiler        | bis 6. September 1973 Baugebiet östl. A.d. Horstert |
| Am Hinzenbusch               | Niederau             | bis 6. September 1973 Am Busch, vorher Südstraße |
| Am Jesuitenhof               | Düren                | → Siehe Jesuitenhof (Düren) |
| Am Jugendstadion             | Rölsdorf             | Benannt nach dem Sportstadion, genannt Jugendstadion |
| Am Karmel                    | Düren                | → Siehe Karmelitinnenkloster Düren |
| Am Kirchendriesch            | Gürzenich            | bis 6. September 1973 Kirchendriesch |
| Am Knozwinkel                | Gürzenich            | |
| Am Krausberg                 | Düren                | bis 6. September 1973 Bergstraße |
| Am Kühlen Graben             | Derichsweiler        | |
| Am Langen Graben             | Birkesdorf           | Industriegebiet |
| Am Lindenbaum                | Birkesdorf           | |
| Am Maibusch                  | Derichsweiler        | |
| Am Neuen Friedhof            | Düren                | Der Weg führt entlang des Friedhofes in Düren-Ost |
| Am Nordpark                  | Düren                | Die Straße liegt am Nordpark |
| Am Pletzerturm               | Düren                | → Siehe Am Pletzerturm |
| Am Rölsdorfer Weg            | Gürzenich            | |
| Am Römerbad                  | Gürzenich            | bis 6. September 1973 Römerbad |
| Am Rosssteig                 | Derichsweiler        | |
| Am Rurufer                   | Düren                | → Siehe Rur |
| Am Sandberg                  | Niederau             | Klassifiziert als Landesstraße 327; bis 6. September 1973 Stockheimer Straße |
| Am Scheppgraben              | Niederau             | |
| Am Schlagbaum                | Rölsdorf             | → Siehe Schranke; bis 1. April 1937 Friedhofstraße |
| Am Sportheim                 | Rölsdorf             | |
| Am Stadtpark                 | Düren                | Die größte Parkanlage innerhalb des Stadtgebietes, direkt an der Rur gelegen |
| Am Steinberg                 | Hoven                | bis 6. September 1973 teilweise auch Heerstraße |
| Am Tierheim                  | Niederau             | Liegt im Burgauer Wald; bis 6. September 1973 Tierheim |
| Am Vorbahnhof                | Düren                | → Siehe Bahnbetriebswerk Düren |
| Am Weckshof                  | Lendersdorf          | → Siehe Weckshof |
| Am Wehr                      | Lendersdorf          | Großes Wehr in der Rur |
| Am Weinberg                  | Lendersdorf          | |
| Am Wingert                   | Gürzenich            | bis 6. September 1973 teilweise auch Dürener Weg |
| Amselweg                     | Echtz                | Benannt nach der Amsel |
| Amsterdamer Straße           | Düren                | In diesem Viertel sind alle Straßen nach Städten in Belgien, Luxemburg oder den Niederlanden benannt, hier Amsterdam |
| An den Stadtwerken           | Düren                | → Siehe Stadtwerke Düren; bis 6. September 1973 Michelspfad |
| An der Apfelwiese            | Derichsweiler        | |
| An der Blockstelle           | Rölsdorf             | Blockstelle an der Schnellfahrstrecke Köln–Aachen |
| An der Erk                   | Rölsdorf             | Eine Erke oder Arke war ein Mühlenwehr aus Holz, ein kastenähnliches Gerinne, durch welches der Mühlengraben zum Mühlenteich abgeleitet wird |
| An der Festhalle             | Birkesdorf           | Standort der Birkesdorfer Festhalle; bis 6. September 1973 Rurstraße |
| An der Garnbleiche           | Düren                | Gewerbegebiet |
| An der Gerstenmühle          | Düren                | In der Zeit des Nationalsozialismus befand sich hier ein Durchgangslager für die Dürener Juden. An deren Verfolgung und Deportation erinnert eine der Rückriem-Stelen. |
| An der Kette                 | Rölsdorf             | bis 6. September 1973 Zum Burgacker |
| An der Kreisbahn             | Birkesdorf           | Hinweis auf die Ringbahn der Dürener Kreisbahn; bis 6. September 1973 Südstraße |
| An der Kuhbrücke             | Düren                | Früher wurde von Gut Weyern das Vieh über diese Brücke auf die andere Seite der Rur getrieben. |
| An der Ölmühle               | Düren                | |
| An der Pulvermühle           | Düren                | |
| An der Scheidheck            | Birkesdorf           | |
| An der Schießruthe           | Düren                | |
| An der Tränke                | Distelrath           | |
| An der Wasserburg            | Birkesdorf           | bis 6. September 1973 An der Burg |
| An der Windmühle             | Düren                | Die 1823 aus Stein von Heinrich Kirchsieffen erbaute Windmühle brannte schon 1844 ab und wurde nicht wieder aufgebaut. |
| An der Ziegelei              | Rölsdorf             | Hier befand sich bis ins 20. Jahrhundert die Ziegelei Brück. |
| An Gut Boisdorf              | Rölsdorf             | Hier stehen heute noch die Gebäude der ehemaligen Wasserburg Haus Boisdorf |
| An Gut Nazareth              | Mariaweiler          | Die Hauptzufahrt von Düren her ist als Landesstraße 13 klassifiziert. Hier stand das ehemalige Kloster Nazareth; bis 6. September 1973 Dürener Straße und Wiesenau |
| An St. Barbara               | Gürzenich            | |
| An St. Bonifatius            | Düren                | |
| An St. Johannes              | Gürzenich            | An der Straße steht die Gürzenicher Pfarrkirche St. Johannes Evangelist; bis 6. September 1973 Kirchstraße und Klostergasse |
| An St. Nikolaus              | Rölsdorf             | An der Straße steht die Rölsdorfer Pfarrkirche St. Nikolaus; bis 6. September 1973 Schellartstraße |
| Andreas-Kufferath-Platz      | Mariaweiler          | Andreas Kufferath war Unternehmer und Erfinder der Metalltuchweberei |
| Andreasstraße                | Merken               | In diesem Bereich sind die meisten Straßen mit Vornamen bezeichnet. |
| Angelastraße                 | Merken               | In diesem Bereich sind die meisten Straßen mit Vornamen bezeichnet; bis 6. September 1973 Stichstraße an der Kirchfeldstraße |
| Annabergweg                  | Rölsdorf             | Da in dieser Siedlung viele Heimatvertriebene wohnen, wurde die Straße nach Sankt Annaberg in Oberschlesien benannt |
| Annakirmesplatz              | Düren                | Auf diesem Platz findet in jedem Jahr die Annakirmes, ein Großvolksfest, statt. |
| Annaplatz                    | Düren                | → Siehe Annaplatz |
| Antoniusstraße               | Grüngürtel           | |
| Antwerpener Straße           | Düren                | In diesem Viertel sind alle Straßen nach Städten in Belgien, Luxemburg oder den Niederlanden benannt, hier Antwerpen; früher hieß die Straße Sedanstraße |
| Ardennenstraße               | Lendersdorf          | bis 6. September 1973 Gartenstraße, Kirchgasse, Schulgasse und Schulhof |
| Arndtstraße                  | Düren                | Benannt nach Ernst Moritz Arndt, deutscher Schriftsteller |
| Arnold-Decker-Platz          | Hoven                | Arnold Decker (* 6. März 1902 in Merken; † 10. Juni 1987) war Bürgermeister der ehemaligen Gemeinde Mariaweiler-Hoven |
| Arnoldsweilerstraße          | Düren                | → Siehe Arnoldsweilerstraße (Düren) |
| Arnoldsweilerweg             | Düren                | → Siehe Arnoldsweilerweg |
| Arnoldusstraße               | Arnoldsweiler        | Benannt nach dem Ortsheiligen Arnold von Arnoldsweiler, klassifiziert als Landesstraße 257; bis 6. September 1973 Hauptstraße und St.-Arnoldus-Platz |
| Asternstraße                 | Mariaweiler          | In diesem Viertel sind alle Straßen nach Blumen benannt; bis 6. September 1973 Weststraße |
| Auf dem Broich               | Lendersdorf          | Ein Broich ist ein (früheres) Sumpfgebiet |
| Auf dem Bruchkamp            | Lendersdorf          | |
| Auf dem Büchel               | Rölsdorf             | Büchel bedeutet Hügel oder Anhöhe |
| Auf dem Driesch              | Arnoldsweiler        | bis 6. September 1973 teilweise auch Mühlenweg, Schützenstraße und Lindenstraße |
| Auf dem Flabig               | Konzendorf           | bis 6. September 1973 Stichstraße zum Industriegelände |
| Auf dem Hahnberg             | Lendersdorf          | |
| Auf dem Hammer               | Lendersdorf          | Hier befand sich früher ein Eisenhammer |
| Auf dem Horstert             | Arnoldsweiler        | bis 6. September 1973 teilweise auch Gartenstraße und Friedhofstraße |
| Auf der Alten Kirche         | Berzbuir             | |
| Auf der Kall                 | Niederau             | |
| Auf der Komm                 | Derichsweiler        | Komm oder 'Die Komm' war früher ein Gemeindegrundstück, auf dem die Armen der Gemeinde ihr Kleinvieh weiden lassen oder auch Gemüse anbauen konnten |
| Auf der Roer                 | Niederau             | Roer ist der niederländische und französische Name des Flusses Rur |
| August-Bebel-Straße          | Düren                | Benannt nach August Bebel, Mitbegründer der organisierten sozialdemokratischen Arbeiterbewegung in Deutschland; früher hieß die Straße Sedanstraße |
| August-Klotz-Straße          | Düren                | → Siehe August-Klotz-Straße (Düren) |
| August-Lüdenbach-Straße      | Düren                | Benannt nach August Lüdenbach (* 24. März 1875; † 8. April 1933), Studienrat, Professor, bischöflicher Klosterkommissar der Celliten und Stadtverordneter |
| August-Schoop-Straße         | Düren                | Benannt nach Heinrich August Martin Schoop (* 25. Februar 1857; † 16. November 1932), Professor am Stiftischen Gymnasium, langjähriges Vorsitzender des Dürener Geschichtsvereins, Archivar der Stadt Düren |
| Auweg                        | Gürzenich            | |
| Bachstraße                   | Birgel               | Verläuft streckenweise entlang des Birgeler Baches |
| Bahnstraße                   | Rölsdorf             | → Siehe Bahnstraße |
| Baumschulenweg               | Birgel               | Führt zu einer Baumschule |
| Beethovenweg                 | Düren                | Benannt nach Ludwig van Beethoven. Da in dem Stadtviertel alle Straße nach Musikern benannt sind, heißt es im Volksmund „Musikerviertel“ |
| Behringstraße                | Birkesdorf           | Benannt nach Emil von Behring, deutscher Bakteriologe und Serologe sowie Träger des ersten Nobelpreises für Medizin; bis 6. September 1973 Grünstraße |
| Bergheimer Straße            | Kufferath            | Benannt nach dem Ort Bergheim (Kreuzau) |
| Bergstraße                   | Birgel               | |
| Berliner Straße              | Düren                | Benannt nach der deutschen Hauptstadt Berlin; Straße liegt im Satellitenviertel |
| Berta-Timmermann-Straße      | Birkesdorf           | Benannt nach Berta Timmermann (1884–1973) Lehrerin und Ehrenbürgerin von Birkesdorf; bis 6. September 1973 Kreuzstraße |
| Bertramsweg                  | Rölsdorf             | |
| Berzberger Fahrt             | Berzbuir             | |
| Berzbuirer Straße            | Berzbuir             | |
| Beybusch                     | Berzbuir             | bis 6. September 1973 Zum Acker |
| Beythaler Straße             | Birgel               | Führt zum Beythal zwischen Birgel und Gey; bis 6. September 1973 Friedhofstraße |
| Binsfelder Straße            | Düren                | → Siehe Binsfelder Straße (Düren) |
| Birgeler Straße              | Gürzenich            | Führt nach Birgel; klassifiziert als Kreisstraße 27 |
| Birkenalle                   | Birkesdorf           | Eine mit Birken bewachsene Straße |
| Birkesdorfer Straße          | Hoven                | Klassifiziert als Landesstraße 257, führt nach Birkesdorf; bis 6. September 1973 teilweise auch Aldenhovener Straße |
| Bismarckstraße               | Düren                | → Siehe Bismarckstraße (Düren) |
| Blachweg                     | Rölsdorf             | Blach ist ein nicht zu großes Stück Land, ein Blachfeld eine kleine Parzelle |
| Bleiberg                     | Kufferath            | Benannt nach dem Maubacher Bleiberg; bis 6. September 1973 Hauptstraße |
| Blochfeld                    | Lendersdorf          | |
| Blücherstraße                | Grüngürtel           | Benannt nach Gebhard Leberecht von Blücher, preußischer Generalfeldmarschall |
| Blumenthalstraße             | Düren                | Benannt nach Leonhard von Blumenthal, preußischer Generalfeldmarschall |
| Boisdorfer Weg               | Lendersdorf          | Führt zur ehemaligen Wasserburg Haus Boisdorf in Rölsdorf |
| Bongard                      | Düren                | → Siehe Bongard (Düren) |
| Bonner Platz                 | Düren                | |
| Bonner Straße                | Düren                | → Siehe Bonner Straße (Düren) |
| Borchertstraße               | Arnoldsweiler        | Benannt nach Wolfgang Borchert, deutscher Dichter; bis 6. September 1973 Parallelstraße zur Talstraße |
| Böttcherstraße               | Hoven                | Klassifiziert als Landesstraße 13; bis 6. September 1973 Burgstraße |
| Brändströmstraße             | Düren                | Benannt nach Elsa Brändström, schwedische Philanthropin, bekannt als „Engel von Sibirien“ in den russischen Gefangenenlagern des Ersten Weltkrieges |
| Breite Straße                | Echtz                | Klassifiziert als Landesstraße 13 |
| Breitenbend                  | Niederau             | bis 6. September 1973 Waldstraße. Bend oder Benden bezeichnen (frühere) Wiesengebiete |
| Brentanostraße               | Gürzenich            | Benannt nach Johanna Antonia Brentano (1839–1885), Mutter von Carl Georg Schillings, Fotograf, und Max von Schillings, Komponist; bis 6. September 1973 Am Lindchen |
| Breslauer Straße             | Düren                | Benannt nach der Stadt Breslau; Straße liegt im Satellitenviertel |
| Bretzelnweg                  | Düren                | → Siehe Bretzelnweg |
| Briandstraße                 | Düren                | Benannt nach Aristide Briand, französischer Politiker und Friedensnobelpreisträger |
| Brigidastraße                | Merken               | In diesem Bereich sind die meisten Straßen mit Vornamen bezeichnet; bis 6. September 1973 Goethestraße |
| Brückenstraße                | Grüngürtel           | → Siehe Brückenstraße |
| Brüsseler Straße             | Düren                | In diesem Viertel sind alle Straßen nach Städten in Belgien, Luxemburg oder den Niederlanden benannt, hier Brüssel |
| Buchenstraße                 | Birkesdorf           | Benannt nach der Baumart Buche |
| Buchheider Weg               | Rölsdorf             | Da in dieser Siedlung viele Heimatvertriebene wohnen, wurde die Straße nach einem Ort in Oberschlesien benannt |
| Bücklersstraße               | Düren                | Benannt nach der Dürener Fabrikantenfamilie Bücklers. Früher war die Straße die Zufahrt zur Flachsspinnerei Schoeller, Bücklers und Co. |
| Büngelerstraße               | Düren                | Benannt nach Martin Büngeler (* 28. Februar 1814; † 21. Februar 1893), Dürener Bierbrauer; bis 6. September 1973 Martinstraße |
| Burgacker                    | Gürzenich            | |
| Burgauer Allee               | Düren                | Führt in den Burgauer Wald |
| Bürgewaldstraße              | Arnoldsweiler        | Die Straße zeigt in Richtung Bürgewald; bis 6. September 1973 Frankenstraße |
| Buschbenden                  | Rölsdorf             | Bend oder Benden bezeichnen (frühere) Wiesengebiete |
| Buschstraße                  | Rölsdorf             | Der Straßenname geht auf die Bezeichnung „Ellerbusch“ zurück und hat vorher im Volksmund „Cohnen- oder Thuirsgässchen“ geheißen. |
| Cäcilienstraße               | Merken               | In diesem Bereich sind die meisten Straßen mit Vornamen bezeichnet; bis 6. September 1973 Schillerstraße |
| Campingstraße                | Echtz                | Liegt am einzigen Campingplatz der Stadt am Echtzer See; bis 6. September 1973 Straße von Echtz nach Konzendorf |
| Cannstatter Straße           | Düren                | bis 6. September 1973 Eifelstraße |
| Carl-Weingartz-Straße        | Lendersdorf          | Carl Weingartz (* 13. April 1912; † 6. November 1990), Gemeinderatsmitglied, Maler und Grafiker |
| Chlodwigplatz                | Düren                | → Siehe Chlodwigplatz |
| Clemensstraße                | Merken               | In diesem Bereich sind die meisten Straßen mit Vornamen bezeichnet; bis 6. September 1973 verl. Hofackerstraße |
| Constanze-Königsfeld-Weg     | Rölsdorf             | |
| Cormeillesstraße             | Arnoldsweiler        | Cormeilles in Frankreich ist seit 1970 Partner von Arnoldsweiler; bis 6. September 1973 Friedenstraße |
| Cornelystraße                | Mariaweiler          | Heinrich Josef Cornely (* 2. Dezember 1817; † 9. Januar 1899) war der erste hauptamtliche Lehrer in Mariaweiler |
| Cornetzhof                   | Rölsdorf             | bis 6. September 1973 In der Mühlenau |
| Cranachstraße                | Düren                | Benannt nach Lucas Cranach der Ältere, deutscher Maler und Bildhauer; bis 6. September 1973 Grünstraße |
| CWS-Straße                   | Düren-Merken         | Zufahrtsstraße zur CWS-Lackfabrik GmbH & Co. KG und CWS Powder Coatings GmbH |
| Cyriakusstraße               | Niederau             | Benannt nach dem Hl. Cyriacus; bis 6. September 1973 Hauptstraße |
| Dahlienstraße                | Mariaweiler          | In diesem Viertel sind alle Straßen nach Blumen benannt; bis 6. September 1973 Gartenstraße |
| Damaschkestraße              | Düren                | Benannt nach Adolf Damaschke, Pädagoge und ein Führer der Bodenreformbewegung |
| Dampfmühlenstraße            | Derichsweiler        | bis 6. September 1973 Kölnstraße und Mühlenstraße |
| Danziger Straße              | Düren                | Benannt nach der Stadt Danzig; Straße liegt im Satellitenviertel |
| Darßer Weg                   | Rölsdorf             | Benannt nach der Halbinsel Darß in Mecklenburg-Vorpommern |
| Daubenvaldersweg             | Birgel               | |
| Dechant-Bohnekamp-Straße     | Düren                | Wilhelm Bohnekamp (* 9. September 1901; † 27. Februar 1972), Pfarrer und Dechant an der Pfarre St. Josef; bis 6. September 1973 Mühlenweg |
| Dechant-Fröls-Straße         | Düren                | Johann Josef Fröls (* 18. August 1874; † 16. November 1944 beim Luftangriff auf Düren), Oberpfarrer an St. Anna |
| Dechant-Vaßen-Straße         | Düren                | → Siehe Franz Anton Vaßen, Oberpfarrer und Dechant in Düren, erster Ehrenbürger der Stadt |
| Derichsweilerstraße          | Gürzenich            | Führt nach Derichsweiler; bis 6. September 1973 Söntgensgasse |
| Derigsweg                    | Derichsweiler        | |
| Dirichletweg                 | Düren                | Benannt nach Peter Gustav Lejeune Dirichlet, in Düren geborener Mathematiker |
| Distelrather Straße          | Düren                | Gewerbegebiet |
| Dorfstraße                   | Birkesdorf           | |
| Dornheckweg                  | Birgel               | Benannt nach der sogenannten Dornhecke, einem lange zwischen Birgel und Gürzenich umstrittenen Gebiet, in dem früher Holz geschlagen wurde; bis 6. September 1973 Weg parallel zum Münsterweg |
| Dr.-Antonie-Krebs-Straße     | Düren                | Benannt nach Antonie Krebs (* 20. April 1894; † 25. September 1971), Dürener Physikerin und Pädagogin |
| Dr.-Christian-Seybold-Straße | Gürzenich            | Benannt nach Christian Seybold (1860–1938), Stadtverordneter, Erfinder, Konstrukteur und Unternehmer |
| Dr.-Decker-Straße            | Gürzenich            | Benannt nach Josef Decker (1893–1963), Arzt in Gürzenich; bis 6. September 1973 Gartenstraße |
| Dr.-Kotthaus-Straße          | Düren                | Benannt nach Heinz Kotthaus, Oberbürgermeister von Düren und Direktor am Stiftischen Gymnasium; bis 6. September 1973 Friedhofstraße |
| Dr.-Overhues-Allee           | Düren                | Benannt nach Ernst Overhues, Oberbürgermeister von Düren; bis 6. September 1973 teilweise auch Lendersdorfer Weg, früher Hermann-Göring-Damm |
| Dr.-Pesch-Straße             | Birkesdorf           | Benannt nach Hermann Pesch (* 30. September 1895; † 19. Januar 1938), Lehrer in Birkesdorf |
| Dr.-Robert-Pütz-Straße       | Hoven                | Benannt nach Robert Pütz (1895–1982), Stadtdirektor und Richter in Düren |
| Draemannsmühle               | Birkesdorf           | Benannt nach der Birkesdorfer Tuchfabrikantenfamilie Draemanns; bis 6. September 1973 Gartenstraße |
| Dresdener Straße             | Düren                | Benannt nach der Stadt Dresden; Straße liegt im Satellitenviertel |
| Drosselweg                   | Echtz                | Benannt nach der Drossel; bis 6. September 1973 Lindenstraße |
| Duffesbach                   | Niederau             | bis 6. September 1973 Am Graben |
| Dümpelgasse                  | Merken               | |
| Dunantstraße                 | Birgel/Rölsdorf      | Benannt nach Henry Dunant, Gründer des Roten Kreuzes; bis 6. September 1973 Birgeler Weg |
| Düppelstraße                 | Düren                | Benannt nach dem Ort Düppel in Dänemark, wo 1864 die Schlacht an den Düppeler Schanzen stattfand |
| Eberhard-Hoesch-Straße       | Düren                | → Siehe Eberhard-Hoesch-Straße (Düren) |
| Eburonenweg                  | Düren                | Benannt nach dem Volk der Eburonen |
| Echternacher Straße          | Düren                | In diesem Viertel sind alle Straßen nach Städten in Belgien, Luxemburg oder den Niederlanden benannt, hier Echternach |
| Echtzer Straße               | Mariaweiler          | Klassifiziert als Kreisstraße 35, führt nach Echtz |
| Edith-Stein-Straße           | Düren                | Benannt nach Edith Stein, deutsche Philosophin, Nonne und Märtyrin der katholischen Kirche |
| Edmund-Kurtz-Straße          | Düren                | Edmund Kurtz (* 14. Mai 1871; † 29. Oktober 1950), Professor, Geologe |
| Effertzgasse                 | Birkesdorf           | bis 6. September 1973 teilweise auch Kirchfeldchen |
| Eibenweg                     | Birkesdorf           | Benannt nach der Baumart Eibe |
| Eichendorffstraße            | Arnoldsweiler        | Benannt nach Joseph von Eichendorff, Lyriker und Schriftsteller der deutschen Romantik; bis 6. September 1973 Viktoriastraße |
| Eifelplatz                   | Niederau             | |
| Einsteinstraße               | Birkesdorf           | Benannt nach Albert Einstein, theoretischer Physiker, Nobelpreisträger; bis 6. September 1973 Freiheitsstraße |
| Eintrachtstraße              | Birkesdorf           | |
| Eisenbahnstraße              | Düren                | |
| Eisenstraße                  | Lendersdorf          | bis 6. September 1973 Eintrachtstraße |
| Eiswiese                     | Düren                | → Siehe Eiswiese |
| Elberfelder Straße           | Düren                | Führt direkt zum Annakirmesplatz; bis 6. September 1973 Jahnstraße |
| Eldernweg                    | Rölsdorf             | Ein mit Eldern = Erlen bestandener Weg |
| Ellener Straße               | Arnoldsweiler        | |
| Elsdorfer Straße             | Düren                | Benannt nach der Stadt Elsdorf; bis 6. September 1973 Ellener Straße |
| Elstergasse                  | Lendersdorf          | |
| Engelbert-Nyt-Straße         | Birgel               | Engelbert Nyt, berühmter Turnierreiter im 15. Jh., von 1440 bis 1480 Erbmarschall des Herzogs von Jülich; bis 6. September 1973 Gartenstraße |
| Engengraben                  | Berzbuir             | |
| Erftstraße                   | Mariaweiler          | bis 6. September 1973 Teichstraße |
| Erkensgasse                  | Echtz                | |
| Erlenstraße                  | Birkesdorf           | Benannt nach der Baumart Erle |
| Ernst-Bloch-Weg              | Düren                | Benannt nach Ernst Bloch, deutscher marxistischer Philosoph |
| Ernst-Ohst-Straße            | Rölsdorf             | Benannt nach Ernst Ohst, deutscher Maler, Grafiker und Karikaturist |
| Ernst-Reuter-Straße          | Düren                | Benannt nach Ernst Reuter, deutscher Politiker und Kommunalwissenschaftler |
| Erzbergerstraße              | Düren                | Benannt nach Matthias Erzberger, Publizist und Politiker (Zentrum) im Deutschen Kaiserreich und in den ersten drei Jahren der Weimarer Republik |
| Eschstraße                   | Düren                | → Siehe Eschstraße |
| Eupener Straße               | Düren                | Benannt nach der belgischen Stadt Eupen |
| Europaplatz                  | Düren                | Am Europaplatz trifft die Nideggener Straße auf die Nippesstraße |
| Euskirchener Straße          | Düren                | → Siehe Euskirchener Straße; bis 6. September 1973 Teil der Erberhard-Hoesch-Straße und Hindenburgstraße |
| Falkenweg                    | Echtz                | Benannt nach den Falken; bis 6. September 1973 Mittelstraße |
| Farbmühlenstraße             | Rölsdorf             | 1785 wurde hier eine Papiermühle errichtet, die 1790 in eine Farbstoffmühle umgebaut wurde. Später wurde sie Gerberei und Lederfabrik und zuletzt Papier- und Wellpappenfabrik der Paul Emil Hoesch KG. |
| Fasanenweg                   | Echtz                | Benannt nach den Fasanen; bis 6. September 1973 Wiesenstraße |
| Feldstraße                   | Derichsweiler        | |
| Fehlender Feld               | Birkesdorf           | Gewerbegebiet |
| Felix-Wankel-Straße          | Düren                | Benannt nach Felix Wankel, deutscher Maschinenbauingenieur und Erfinder des nach ihm benannten Wankelmotors |
| Fichtestraße                 | Düren                | Benannt nach Johann Gottlieb Fichte, deutscher Erzieher und Philosoph |
| Finkenweg                    | Echtz                | Benannt nach den Finken; bis 6. September 1973 Weg zw. Steinbißstr. u. Grube-Alfred-Str. |
| Flemingstraße                | Birkesdorf           | Benannt nach Sir Alexander Fleming, schottischer Bakteriologe; bis 6. September 1973 Friedenstraße |
| Fliederbusch                 | Birgel               | bis 6. September 1973 Flurstraße |
| Flurstraße                   | Rölsdorf             | Benannt nach der Feldflur |
| Fontanestraße                | Arnoldsweiler        | Benannt nach Theodor Fontane, deutscher Schriftsteller und approbierter Apotheker. Er gilt als bedeutendster deutscher Vertreter des poetischen Realismus; bis 6. September 1973 Grünstraße |
| Forsthaus Weyern             | Düren                | Das Forsthaus steht am Beginn des Burgauer Waldes von der Stadt her |
| Frankenstraße                | Düren                | → Siehe Frankenstraße |
| Franz-Offergeld-Straße       | Gürzenich            | Franz Offergeld (1884–1963), Lehrer in Gürzenich; bis 6. September 1973 Grüner Weg |
| Franziskanerstraße           | Düren                | → Siehe Franziskanerstraße |
| Franzstraße                  | Merken               | In diesem Bereich sind die meisten Straßen mit Vornamen bezeichnet; bis 6. September 1973 Holzstraße |
| Freiheitsplatz               | Grüngürtel           | |
| Freiheitsstraße              | Grüngürtel           | |
| Friedensplatz                | Birkesdorf           | |
| Friedenstraße                | Düren                | verbindet die Binsfelder Straße mit dem Neuen Friedhof Düren-Ost |
| Friedhofstraße               | Hoven                | |
| Friedlandstraße              | Gürzenich            | Benannt nach dem ehemaligen Grenzdurchgangslager Lager Friedland |
| Friedrich-Ebert-Platz        | Düren                | → Siehe Friedrich-Ebert-Platz |
| Friedrichplatz               | Düren                | Benannt nach Kaiser Friedrich III. |
| Friedrichstraße              | Düren                | → Siehe Friedrichstraße |
| Fritz-Erler-Straße           | Düren                | Benannt nach Fritz Erler, deutscher SPD-Politiker |
| Fritz-Keller-Weg             | Düren                | Friedrich Wilhelm Matthias Keller (* 27. Dezember 1891; † 15. Mai 1943), Kaplan an St. Anna |
| Fritz-Pley-Straße            | Birkesdorf           | Fritz Pley (* 16. April 1888; † 1, Februar 1960), Amtsdirektor und Ehrenbürger von Birkesdorf; bis 6. September 1973 Kreuzstraße |
| Fröbelstraße                 | Grüngürtel           | Benannt nach Friedrich Fröbel, deutscher Pädagoge |
| Frohnhofstraße               | Arnoldsweiler        | bis 6. September 1973 Schulstraße |
| Fuggerstraße                 | Düren                | Benannt nach dem schwäbischen Kaufmannsgeschlecht der Fugger; bis 6. September 1973 Von-Ketteler-Straße |
| Gartenstraße                 | Düren                | Der Name weist auf die damaligen Gärten des Unternehmens Stettner und Cons. hin |
| Gaußstraße                   | Birkesdorf           | Benannt nach Carl Friedrich Gauß, deutscher Mathematiker, Astronom, Geodät und Physiker; bis 6. September 1973 Rurackerstraße |
| Genter Straße                | Düren                | In diesem Viertel sind alle Straßen nach Städten in Belgien, Luxemburg oder den Niederlanden benannt, hier Gent |
| Georgstraße                  | Merken               | In diesem Bereich sind die meisten Straßen mit Vornamen bezeichnet; bis 6. September 1973 Zum Dümpel |
| Gerhard-Fuß-Straße           | Niederau             | Gerhard Fuß (1895–1969), stellv. Landrat von 1951 bis 1961; bis 6. September 1973 Bahnstraße |
| Gerichtsweg                  | Lendersdorf          | bis 6. September 1973 Grüner Weg |
| Gertrudisstraße              | Merken               | In diesem Bereich sind die meisten Straßen mit Vornamen bezeichnet; bis 6. September 1973 Echtzer Straße |
| Gillesweg                    | Gürzenich            | bis 6. September 1973 Reutersgasse |
| Ginnizweilerstraße           | Arnoldsweiler        | Früherer Name des Ortes Arnoldsweiler; bis 6. September 1973 Karlstraße |
| Girbelsrather Straße         | Düren                | → Siehe Girbelsrather Straße |
| Glashüttenstraße             | Düren                | → Siehe Glashüttenstraße |
| Gneisenaustraße              | Düren                | Die Straße liegt im Osten von Düren und bildet die westliche Grenze der Satellitenstadt. Sie verbindet die Binsfelder Straße und die Girbelsrather Straße. Das Teilstück von der Breslauer Straße bis zur Binsfelder Straße ist eine Sackgasse. An der Straße liegt die Paul-Gerhardt-Schule. Auf der östlichen Straßenseite stand bis in die 1960er Jahre eine Ziegelei mit einer dazugehörenden Tongrube. Die Straße ist nach August Neidhardt von Gneisenau, einem preußischen Generalfeldmarschall und Heeresreformer benannt. Die Straßenbezeichnung, die seit 1911 für einen Querweg von der Merzenicher Straße zur Girbelsrather Straße verwendet wurde, wurde ab 1958 auch für den Abschnitt zwischen Friedenstraße und Binsfelder Straße benutzt. |
| Goebenstraße                 | Grüngürtel           | Benannt nach August Karl von Goeben, preußischer General |
| Goethestraße                 | Düren                | → Siehe Goethestraße |
| Gotenweg                     | Düren                | Benannt nach dem ostgermanischen Volk der Goten |
| Graf-Schellart-Platz         | Gürzenich            | Graf Schellart, Adelsgeschlecht, erstmalige Erwähnung in Gürzenich um 1350/1353; bis 6. September 1973 Schloßplatz |
| Graf-Schellart-Weg           | Gürzenich            | Graf Schellart, Adelsgeschlecht, erstmalige Erwähnung in Gürzenich um 1350/1353; bis 6. September 1973 Schloßweg |
| Grävchen                     | Berzbuir             | bis 6. September 1973 Flurstraße |
| Grube-Alfred-Straße          | Echtz                | Benannt nach dem Tagebau Alfred, einer ehemaligen Braunkohlengrube, heute Echtzer See; bis 6. September 1973 Grünstraße |
| Grüner Weg                   | Düren                | Die sehr alte Bezeichnung ist schon in den Morgenzahlakten von 1685 aufgeführt |
| Grüngürtel                   | Grüngürtel           | → Siehe Grüngürtel |
| Günther-Peill-Straße         | Düren                | Günther Peill (* 13. Januar 1908; † 29. Oktober 1974), Dürener Industrieller (Glashütte Peill & Putzler), Mäzen und Kunstsammler |
| Gürzenicher Straße           | Düren                | → Siehe Gürzenicher Straße, Rölsdorfer Teil bis 31. Mai 1937 und Gürzenicher Teil bis 6. September 1973 -> Hoeschweg |
| Gut Weyern                   | Düren                | Benannt nach Gut Weyern |
| Gutenbergstraße              | Düren                | Benannt nach Johannes Gutenberg, Erfinder des Buchdrucks mit beweglichen Metalllettern; diese Straße befand sich früher im Industriegebiet Henge de Bahn und verband nördlich der Bahnstrecke Düren – Aachen die Veldener Straße mit der Josef-Schregel-Straße, wohingegen die heutige Gutenbergstraße südlich des Langemarckparks als Langemarckstraße bezeichnet wurde. |
| Haarweg                      | Echtz                | bis 6. September 1973 Friedenstraße |
| Hämmerchensgässchen          | Düren                | Eberhard Deutgen (1786–1824) kaufte 1805 ein Dominalgut, zu dem auch ein Stahl- und ein Hammerwerk gehörten. Dieses Hammerwerk wurde im Volksmund Hämmerchen genannt. |
| Hahnenkamp                   | Niederau             | |
| Hainbuchenweg                | Lendersdorf          | |
| Hallmannsstraße              | Derichsweiler        | Hermann Hallmanns (* 18. Juli 1896; † 29. März 1969), SPD-OV-Gründer, AWO-Vorsitzender |
| Hammerau                     | Rölsdorf             | Ob in der Au mal ein Hammerwerk gestanden hat, ist unklar |
| Hammerbenden                 | Lendersdorf          | Gewerbegebiet. Bend oder Benden bezeichnen (frühere) Wiesengebiete |
| Hammerstraße                 | Lendersdorf          | |
| Hans-Böckler-Straße          | Düren                | Benannt nach dem deutschen Politiker und Gewerkschaftsfunktionär Hans Böckler |
| Hans-Brückmann-Straße        | Düren                | Benannt nach Hans Brückmann, Oberstadtdirektor von Düren (1948–1962) |
| Hans-Holbein-Straße          | Düren                | Benannt nach Hans Holbein, deutscher Maler, weilte 1539 in Düren |
| Hansemannstraße              | Düren                | Benannt nach David Hansemann, Kaufmann und Bankier |
| Hardtstraße                  | Derichsweiler        | Hardt bedeutet bewaldeter Hang, Anhöhe, Waldweide; bis 6. September 1973 teilweise auch Driesch |
| Hauptbahnhof                 | Düren                | Zufahrt zum Bahnhof Düren |
| Hauptstraße                  | Lendersdorf          | |
| Hebbelstraße                 | Arnoldsweiler        | Benannt nach Friedrich Hebbel, deutscher Dramatiker und Lyriker; bis 6. September 1973 Neubaugebiet Lützeler |
| Hedwigstraße                 | Merken               | In diesem Bereich sind die meisten Straßen mit Vornamen bezeichnet; bis 6. September 1973 Bergstraße |
| Heerweg                      | Düren                | → Siehe Heerweg |
| Hegelweg                     | Düren                | Benannt nach Georg Wilhelm Friedrich Hegel, deutscher Philosoph, der als wichtigster Vertreter des Deutschen Idealismus gilt |
| Heinrich-Dauer-Straße        | Grüngürtel           | Heinrich Dauer (1871–1952), Stadtbaumeister, Erbauer des Grüngürtels, des alten Wasserturms und des Dürener Krankenhauses |
| Heinrich-Gossen-Straße       | Düren                | Benannt nach Hermann Heinrich Gossen, preußischer Nationalökonom |
| Heinrich-Hansen-Straße       | Niederau             | Heinrich Hansen (* 14. Mai 1845; † 28. Januar 1924), Pfarrer in Niederau; bis 6. September 1973 Klosterstraße |
| Heinrich-Heine-Straße        | Düren                | Benannt nach Heinrich Heine, deutscher Dichter, Schriftsteller und Journalist; bis 6. September 1973 Schillingsstraße |
| Henry-Ford-Straße            | Düren                | Benannt nach Henry Ford, Gründer des Automobilherstellers Ford Motor Company |
| Hermann-Hesse-Straße         | Arnoldsweiler        | Benannt nach Hermann Hesse, deutschsprachiger Dichter, Schriftsteller und Freizeitmaler; bis 6. September 1973 Baugebiet a. d. Birkesdorfer Straße |
| Hinter Pastorsgarten         | Derichsweiler        | |
| Hirschgasse                  | Düren                | → Siehe Hirschgasse |
| Hoeschplatz                  | Düren                | Benannt nach den Fabrikanten Eberhard Hoesch und Leopold Hoesch, liegt direkt vor dem Leopold-Hoesch-Museum |
| Hof Rottfeld                 | Derichsweiler        | |
| Hofackerstraße               | Merken               | |
| Höfchen                      | Düren                | → Siehe Höfchen |
| Hohenzollernstraße           | Düren                | → Siehe Hohenzollernstraße |
| Hölderlinweg                 | Arnoldsweiler        | Benannt nach Friedrich Hölderlin, deutscher Lyriker; bis 6. September 1973 Gewerbegebiet am Sportplatz |
| Holzstraße                   | Düren                | → Siehe Holzstraße |
| Hormer Straße                | Kufferath            | Benannt nach dem nahegelegenen Ort Horm; bis 6. September 1973 Weidchen |
| Hospitalstraße               | Birkesdorf           | Diese Straße führt zum St. Marien-Hospital Düren |
| Hovener Straße               | Birkesdorf           | Klassifiziert als Landesstraße 257 |
| Hubert-Gasper-Straße         | Derichsweiler        | Engagierter Sozialdemokrat und Bürger von Derichsweiler |
| Hubertusstraße               | Gürzenich            | bis Ende der 1950er Jahre Laver Weg |
| Humboldtstraße               | Düren                | Benannt nach Alexander von Humboldt, deutscher Naturforscher |
| Hüttenstraße                 | Lendersdorf          | bis 6. September 1973 Teichstraße |
| Im Altwerk                   | Distelrath           | Als Altwerk bezeichnet man den ältesten Teil einer Siedlung (hier: Distelrath). An der Straße liegt die denkmalgeschützte Distelrather Kapelle |
| Im Dehnacker                 | Lendersdorf          | |
| Im Dunklen Berg              | Rölsdorf             | |
| Im Eichenbruch               | Gürzenich            | Ehemalige Bundeswehrwohnungen im Wald; bis 6. September 1973 Straße zum Bundeswehrlager |
| Im Eschfeld                  | Düren                | Früher Teilstück der Eberhard-Hoesch-Straße |
| Im Großen Tal                | Birkesdorf           | Industriegebiet |
| Im Jagdfeld                  | Düren                | Benannt nach einem Flurnamen aus dem 16. Jahrhundert |
| Im Kasteiengarten            | Berzbuir             | |
| Im Kleffert                  | Niederau             | |
| Im Königshof                 | Derichsweiler        | |
| Im Kohnental                 | Birkesdorf           | Grenzt direkt an das Industriegebiet Rurbenden in Huchem-Stammeln |
| Im Levert                    | Gürzenich            | |
| Im Lintes                    | Derichsweiler        | |
| Im Mühlenpark                | Rölsdorf             | Hier steht die teilweise denkmalgeschützte ehemalige Papierfabrik von Paul Emil Hoesch |
| Im Pützbroich                | Niederau             | bis 6. September 1973 teilweise auch Am Sportplatz und Binsfelder Weg. Ein Broich ist ein (früheres) Sumpfgebiet |
| Im Reuter                    | Derichsweiler        | bis 6. September 1973 Reuterstraße |
| Im Rossfeld                  | Düren                | Bereits 1685 erwähnter Hof, der zwischen Düren, Merzenich und Binsfeld liegt |
| Im Schubigsfeld              | Mariaweiler          | |
| Im Spich                     | Niederau             | |
| Im Tiergarten                | Lendersdorf          | |
| Im Weidchen                  | Echtz                | |
| Im Weyerfeld                 | Düren                | |
| In Bethanien                 | Düren                | → Siehe In Bethanien |
| In den Benden                | Niederau             | Bend oder Benden bezeichnen (frühere) Wiesengebiete |
| In der Kaul                  | Rölsdorf             | Kaul bedeutet Grube, Vertiefung, Loch |
| In der Laag                  | Birkesdorf           | |
| In der Mühlenau              | Rölsdorf             | Am heute nicht mehr vorhandenen Jammerthalsteich lagen verschiedene Mühlen; bis 6. September 1973 teilweise auch Bachstraße |
| In der Mulde                 | Arnoldsweiler        | bis 6. September 1973 Südstraße |
| Indestraße                   | Mariaweiler          | Benannt nach dem Fluss Inde; bis 6. September 1973 An der Burg |
| Industriestraße              | Lendersdorf          | Gewerbegebiet |
| Irisweg                      | Mariaweiler          | In diesem Viertel sind alle Straßen nach Blumen benannt; bis 6. September 1973 Marienstraße |
| Isolaplatz                   | Birkesdorf           | Benannt nach der Isola-Gruppe |
| Isolastraße                  | Birkesdorf           | Benannt nach der Isola-Gruppe |
| Jahnstraße                   | Arnoldsweiler        | Benannt nach Friedrich Ludwig Jahn, Initiator der deutschen Turnbewegung |
| Jakob-Boltersdorf-Straße     | Lendersdorf          | Jakob Boltersdorf (1904–1970), Bürgermeister von Lendersdorf |
| Jakobusstraße                | Merken               | In diesem Bereich sind die meisten Straßen mit Vornamen bezeichnet; bis 6. September 1973 Bahnhofstraße |
| Jesuitengasse                | Düren                | → Siehe Jesuitengasse |
| Joachimstraße                | Düren                | Benannt nach dem Norddürener Kirchenpatron Joachim |
| Johann-Bergs-Straße          | Birgel               | Verdienter Birgeler Bürger |
| Johanniterstraße             | Düren                | → Siehe Johanniterstraße |
| Josef-Ebertz-Platz           | Echtz                | Josef Ebertz (* 19. Mai 1928; † 20. Januar 2001), verdienter Bürger und Bürgermeister von Echtz-Konzendorf |
| Josef-Geuenich-Straße        | Rölsdorf             | Josef Geuenich (* 6. Januar 1896; † 15. April 1977), Rektor und Lehrer sowie Stadt- und Kreisarchivar. Herausgeber des Buches über die Dürener Straßennamen |
| Josef-Schregel-Straße        | Düren                | → Siehe Josef-Schregel-Straße |
| Josefstraße                  | Düren                | |
| Kaiserplatz                  | Düren                | → Siehe Kaiserplatz |
| Kaisersbenden                | Derichsweiler        | Bend oder Benden bezeichnen (frühere) Wiesengebiete |
| Kallsgasse                   | Gürzenich            | Klassifiziert als Kreisstraße 27 |
| Kämergasse                   | Düren                | → Siehe Kämergasse |
| Kampstraße                   | Rölsdorf             | Der Name kommt von campus (eingehegtes Stück Feld) |
| Kantstraße                   | Düren                | Benannt nach Immanuel Kant, deutscher Philosoph der Aufklärung |
| Kapellenstraße               | Rölsdorf             | → Siehe Kapellenstraße |
| Karlstraße                   | Düren                | Karl Esser legte einen privaten Verbindungsweg zwischen der Alten und Neuen Jülicher Straße an. Er wurde später Karlstraße genannt. |
| Karl-Arnold-Straße           | Düren                | Benannt nach Karl Arnold, deutscher Politiker (Zentrum, CDU). Er war Ministerpräsident von Nordrhein-Westfalen von 1947 bis 1956 |
| Karolingerweg                | Düren                | Benannt nach den Karolingern, einem Herrschergeschlecht der westgermanischen Franken |
| Kastanienweg                 | Birkesdorf           | Benannt nach der Baumart Kastanie |
| Katharinenstraße             | Merken               | In diesem Bereich sind die meisten Straßen mit Vornamen bezeichnet; bis 6. September 1973 Mühlenstraße |
| Keltenstraße                 | Düren                | Benannt nach dem Volk der Kelten |
| Keplerstraße                 | Birkesdorf           | Bensannt nach Johannes Kepler, deutscher Naturphilosoph, Mathematiker, Astronom, Astrologe, Optiker und evangelischer Theologe; bis 6. September 1973 Wallstraße |
| Kerpener Straße              | Distelrath           | Es handelt sich um die Stadtrandsiedlung, genannt Tonnedörp |
| Kettelerstraße               | Birkesdorf           | Benannt nach Wilhelm Emmanuel von Ketteler, katholischer Bischof von Mainz und deutscher Politiker |
| Kiefernweg                   | Birkesdorf           | Benannt nach der Baumart Kiefer |
| Kirchfeld                    | Lendersdorf          | |
| Kirchplatz                   | Lendersdorf          | An diesem Platz steht die Pfarrkirche St. Michael |
| Kirchstraße                  | Düren                | Die Straße hat ihren Namen nach der Joachimskirche |
| Klapperstraße                | Merken               | |
| Kleinhardt                   | Derichsweiler        | |
| Kleiststraße                 | Arnoldsweiler        | Benannt nach Heinrich von Kleist, deutscher Dramatiker, Erzähler, Lyriker und Publizist; bis 6. September 1973 Maarstraße |
| Klostergasse                 | Mariaweiler          | Hier stand früher das Kloster Nazareth, von dem nur noch ein Torbogen besteht |
| Koenenstraße                 | Düren                | Abraham von Koenen (* um 1680 in Düren; † 1763) preußischer Jurist |
| Kölner Landstraße            | Düren                | → Siehe Kölner Landstraße |
| Kölnstraße                   | Düren                | → Siehe Kölnstraße |
| Kolpingstraße                | Düren                | Benannt nach Adolph Kolping, deutscher katholischer Priester, der sich insbesondere mit der sozialen Frage auseinandersetzte, und Begründer des Kolpingwerkes |
| Kommgartenweg                | Gürzenich            | Komm oder 'Die Komm' war früher ein Gemeindegrundstück, auf dem die Armen der Gemeinde ihr Kleinvieh weiden lassen oder auch Gemüse anbauen konnten |
| Kömpchen                     | Birkesdorf           | |
| Königsberger Straße          | Düren                | Benannt nach der Stadt Königsberg; Straße liegt im Satellitenviertel |
| Königspfad                   | Echtz                | |
| Konzendorfer Straße          | Konzendorf           | bis 6. September 1973 teilweise auch Dorfstraße |
| Kopernikusstraße             | Birkesdorf           | Benannt nach Nikolaus Kopernikus, Frauenburger Domherr, Jurist, Administrator und praktizierender Arzt im Dienste des Bistums Ermland in Preußen, der seine freie Zeit der Mathematik und Astronomie widmete; bis 6. September 1973 Ackerstraße |
| Körnerstraße                 | Düren                | Benannt nach Carl Theodor Körner, deutscher Dichter und Dramatiker |
| Krahkopfstraße               | Birgel               | bis 6. September 1973 Gürzenicher Straße |
| Krauthausener Straße         | Lendersdorf          | Die Straße hat ihren Namen vom Stadtteil Krauthausen; bis 6. September 1973 teilweise auch Am Berg |
| Kreuzauer Straße             | Niederau             | Klassifiziert als Landesstraße 249; bis 6. September 1973 auch Hauptstraße, Gartenstraße und Nideggener Straße |
| Kreuzherrenstraße            | Derichsweiler        | Benannt nach den Kreuzherren, die das Kloster Schwarzenbroich besaßen; bis 6. September 1973 Gartenstraße |
| Kreuzstraße                  | Düren                | Auf dem Krausberg stand ein Emmaus-Kreuz, zu dem früher oft Prozessionen zogen. Daher der schon 1634 im Stadtplan von Wenzel Hollar erwähnte Straßenname |
| Krokusstraße                 | Mariaweiler          | Klassifiziert als Kreisstraße 24; bis 6. September 1973 Teil der Echtzer Straße |
| Kröngensgasse                | Derichsweiler        | |
| Küferstraße                  | Hoven                | Benannt nach dem Handwerk der Küfer |
| Kufferather Platz            | Kufferath            | |
| Kuhgasse                     | Düren                | → Siehe Kuhgasse |
| Kupfermühle                  | Mariaweiler          | |
| Küppersgasse                 | Merken               | |
| Kurfürstenstraße             | Düren                | Benannt nach dem Großen Kurfürst von Brandenburg |
| Kurt-Schumacher-Straße       | Birkesdorf           | Benannt nach Kurt Schumacher, deutscher Politiker; bis 6. September 1973 In der Au |
| Lagerstraße                  | Düren                | An der Straße, die zum Güterbahnhof führte, hatte die Stadt ein eigenes Lager eingerichtet |
| Langenberger Straße          | Düren                | Liegt direkt am Annakirmesplatz; bis 6. September 1973 Jahnstraße |
| Langerweher Straße           | Derichsweiler        | Klassifiziert als Bundesstraße 264, die nach Langerwehe führt; bis 6. September 1973 Aachener Straße |
| Lasallestraße                | Rölsdorf             | Benannt nach Ferdinand Lassalle, Schriftsteller und genossenschaftlich orientierter sozialistischer Politiker; bis 6. September 1973 Maarstraße |
| Laubenweg                    | Grüngürtel           | |
| Laufenburgstraße             | Derichsweiler        | Benannt nach der Laufenburg bei Langerwehe |
| Lauscherstraße               | Düren                | Heinrich Lauscher (* 22. Februar 1851; † 27. März 1919), Pfarrer an St. Joachim; bis 6. September 1973 Maarstraße |
| Laute-Dei-Straße             | Düren                | Laute Dei (Theodor Lauter) war ein Dürener Stadtoriginal |
| Laverweg                     | Gürzenich            | |
| Leibnizstraße                | Düren                | Benannt nach Gottfried Wilhelm Leibniz, deutscher Philosoph und Wissenschaftler, Mathematiker, Diplomat, Physiker, Historiker, Politiker, Bibliothekar und Doktor des weltlichen und des Kirchenrechts in der frühen Aufklärung |
| Leipziger Straße             | Düren                | Benannt nach der Stadt Leipzig; Straße liegt im Satellitenviertel |
| Lendersdorfer Straße         | Rölsdorf             | → Siehe Lendersdorfer Straße |
| Lennarzstraße                | Mariaweiler          | Benannt nach Pfarrer Heinrich Lennarz, der während der Nazizeit offenen Widerstand geleistet hat und deswegen verhaftet wurde. |
| Leo-Steiger-Straße           | Lendersdorf          | Leo Steiger (1887–1957), Bürgermeister von Lendersdorf |
| Leonhardsgasse               | Merken               | |
| Leopoldstraße                | Düren                | Benannt nach Leopold Hoesch, gründete 1871 in Dortmund das Eisen- und Stahlwerk Hoesch AG, die spätere Westfalenhütte |
| Lerchenweg                   | Echtz                | Benannt nach der Vogelart Lerche; bis 6. September 1973 Kettelerstraße |
| Lessingstraße                | Düren                | Benannt nach Gotthold Ephraim Lessing, bedeutender Dichter der deutschen Aufklärung |
| Liebigstraße                 | Düren                | Benannt nach Justus von Liebig, deutscher Chemiker und Professor in Gießen und München |
| Lilienstraße                 | Mariaweiler          | Benannt nach der Blumenart Lilie; bis 6. September 1973 Grünstraße |
| Lindenbergskamp              | Derichsweiler        | bis 6. September 1973 Stichstraße an der Mühlenstraße |
| Liststraße                   | Düren                | Benannt nach Friedrich List, deutschen Wirtschaftstheoretiker |
| Lommessemstraße              | Mariaweiler          | Gerhard Freiherr von Lommessem (1780–1824), erster Dürener Landrat; bis 6. September 1973 Gürzenicher Straße und Friedenstraße |
| Lourdesstraße                | Echtz                | Benannt nach dem französischen Wallfahrtsort Lourdes; bis 6. September 1973 Schulstraße |
| Löwener Straße               | Düren                | In diesem Viertel sind alle Straßen nach Städten in Belgien, Luxemburg oder den Niederlanden benannt, hier Löwen |
| Ludwig-Erhard-Platz          | Düren                | Benannt nach Ludwig Erhard, zweiter deutscher Bundeskanzler. der Platz liegt direkt hinter dem Haus der Stadt |
| Ludwigstraße                 | Merken               | In diesem Bereich sind die meisten Straßen mit Vornamen bezeichnet |
| Luisenstraße                 | Merken               | In diesem Bereich sind die meisten Straßen mit Vornamen bezeichnet; bis 6. September 1973 Abzw. südl. Schützenstraße |
| Lütticher Straße             | Düren                | In diesem Viertel sind alle Straßen nach Städten in Belgien, Luxemburg oder den Niederlanden benannt, hier Lüttich |
| Luxemburger Straße           | Düren                | In diesem Viertel sind alle Straßen nach Städten in Belgien, Luxemburg oder den Niederlanden benannt, hier Luxemburg |
| Maarstraße                   | Rölsdorf             | Ein Maar bezeichnet ein überwachsenes Moorloch |
| Maasstraße                   | Mariaweiler          | Benannt nach dem Fluss Maas; bis 6. September 1973 Oststraße |
| Malteserstraße               | Düren                | → Siehe Malteserstraße |
| Maria-Johnen-Straße          | Lendersdorf          | Verdiente Bürgerin und Hebamme in Lendersdorf |
| Mariaweilerstraße            | Düren                | Führt zum Stadtteil Mariaweiler, klassifizioert als Landesstraße 13 |
| Marie-Juchacz-Straße         | Düren                | Benannt nach Marie Juchacz, deutsche Sozialreformerin, Sozialdemokratin und Frauenrechtlerin |
| Marienstraße                 | Düren                | → Siehe Marienstraße |
| Markt                        | Düren                | → Siehe Markt |
| Markusstraße                 | Merken               | In diesem Bereich sind die meisten Straßen mit Vornamen bezeichnet; bis 6. September 1973 Schulstraße |
| Martin-Luther-Platz          | Düren                | Benannt nach Martin Luther, theologischer Urheber und Lehrer der Reformation |
| Martinusplatz                | Derichsweiler        | Teilweise klassifiziert als Kreisstraße 27. Auf dem Platz steht die denkmalgeschützte Urbanuskapelle |
| Martinusstraße               | Derichsweiler        | Benannt nach der Pfarrkirche St. Martinus; bis 6. September 1973 Kirchstraße |
| Masurenstraße                | Rölsdorf             | Da in dieser Siedlung viele Heimatvertriebene wohnen, wurde die Straße nach dem ostpreußischen Volk der Masuren benannt; bis 6. September 1973 Planstr. parallel zum Buchheider Weg |
| Maternusstraße               | Echtz                | bis 6. September 1973 Steinweg |
| Matthias-Claudius-Straße     | Birkesdorf           | Benannt nach Matthias Claudius, deutscher Dichter und Journalist; bis 6. September 1973 Talstraße |
| Max-Oppenheim-Platz          | Düren                | Benannt nach Max Oppenheim, Chasan, Rabbinerassistent und Lehrer an der untergegangenen jüdischen Schule in Düren |
| Max-Planck-Straße            | Birkesdorf           | Benannt nach Max Planck, bedeutender deutscher Physiker auf dem Gebiet der Theoretischen Physik; bis 6. September 1973 Martinusstraße |
| Meckerstraße                 | Düren                | Wilhelm Mecker (* 14. Januar 1839; † 7. September 1898), Schulrat und Direktor der Rheinischen Provinzial Blindenanstalt Düren |
| Meiringplatz                 | Grüngürtel           | Matthias Meiring (* 25. November 1806; † 16. Oktober 1875), Direktor am Stiftischen Gymnasium |
| Meiringstraße                | Grüngürtel           | Matthias Meiring (* 25. November 1806; † 16. Oktober 1875), Direktor am Stiftischen Gymnasium |
| Merianstraße                 | Düren                | Benannt nach Matthäus Merian der Ältere, schweizerisch-deutscher Kupferstecher und Verleger, und Matthäus Merian der Jüngere, Maler, Kupferstecher und Verleger |
| Merkener Weg                 | Hoven                | Benannt nach dem Stadtteil Merken |
| Meroder Straße               | Konzendorf           | Benannt nach dem Ort Merode; bis 6. September 1973 Bachstraße |
| Merowinger Straße            | Düren                | Benannt nach dem Königsgeschlecht der Franken, den Merowingern |
| Merzenicher Straße           | Düren                | → Siehe Merzenicher Straße |
| Metallweberstraße            | Mariaweiler          | Benannt nach der Metallweberei GKD Gebrüder Kufferath; bis 6. September 1973 Gürzenicher Straße |
| Miesheimer Weg               | Düren                | → Siehe Miesheimer Weg |
| Mirweilerweg                 | Gürzenich            | Benannt nach dem früheren Ortsbezeichnung für Mariaweiler; bis 6. September 1973 Mariaweilerweg |
| Moltkestraße                 | Düren                | Benannt nach Helmuth Karl Bernhard von Moltke, preußischer Generalfeldmarschall |
| Monschauer Landstraße        | Birgel/Rölsdorf      | → Siehe Monschauer Landstraße |
| Monschauer Straße            | Rölsdorf             | → Siehe Monschauer Straße |
| Montessoriweg                | Gürzenich            | Benannt nach Maria Montessori, italienische Ärztin, Reformpädagogin, Philosophin und Philanthropin. Sie entwickelte die Montessoripädagogik. |
| Mörikestraße                 | Arnoldsweiler        | Benannt nach Eduard Mörike, deutscher Lyriker der Schwäbischen Schule, Erzähler und Übersetzer; bis 6. September 1973 Eintrachtstraße |
| Möschengasse                 | Gürzenich            | |
| Moselstraße                  | Mariaweiler          | Benannt nach dem Fluss Mosel |
| Mozartweg                    | Düren                | Benannt nach Wolfgang Amadeus Mozart, Komponist zur Zeit der Wiener Klassik |
| Mozenborner Straße           | Birgel               | In der Nähe der Straße liegt das namensgebende denkmalgeschützte Bauwerk, das Haus Mozenborn. |
| Mühlenweg                    | Düren                | Früher hieß die heutige Dechant-Bohnekamp-Straße Mühlenweg. Heute heißt eine Straße am anliegenden Neubaugebiet Mühlenweg. |
| Mühlhovener Straße           | Hoven                | |
| Münsterweg                   | Birgel               | An der Einmündung des Münsterwegs in die Bachstraße steht das Münsterkreuz. Hier war lange Jahre der Ausgangs- und Endpunkt der Wallfahrten nach Kornelimünster. |
| Nagelschmiedsgasse           | Düren                | Benannt nach dem Beruf des Nagelschmieds |
| Neue Aue                     | Gürzenich            | bis Ende der 1950er Jahre Tönnesweide, dann bis 6. September 1973 Lindenstraße |
| Neue Jülicher Straße         | Düren                | → Siehe Neue Jülicher Straße |
| Neue Straße                  | Birkesdorf           | Liegt im Gewerbegebiet Talbenden und verläuft weiter in das Gewerbegebiet Rurbenden in Huchem-Stammeln |
| Neuhausgäßchen               | Merken               | |
| Neukirchener Straße          | Niederau             | bis 6. September 1973 Birkenweg, vorher Grünstraße |
| Neumann-Neander-Straße       | Rölsdorf             | Benannt nach Ernst Neumann-Neander, Künstler, Erfinder, Automobil- und Motorradkonstrukteur |
| Neumühle                     | Düren                | Direkt an der Straße liegt die Papierfabrik Neumühl |
| Neusser Straße               | Arnoldsweiler        | Benannt nach der Stadt Neuss, klassifiziert als Kreisstraße 2; bis 6. September 1973 Jülicher Straße |
| Nibelungenweg                | Düren                | Benannt nach dem Volk der Nibelungen, einer Untergruppe der Franken |
| Nickepütz                    | Gürzenich            | bis 6. September 1973 Am Mühlenkamp |
| Nicolosengäßchen             | Merken               | |
| Nideggener Straße            | Düren                | → Siehe Nideggener Straße |
| Nietzscheweg                 | Düren                | Benannt nach Friedrich Nietzsche, klassischer Philologe, der postum als Philosoph zu Weltruhm kam |
| Nikolaus-Ehlen-Straße        | Düren                | Benannt nach Nikolaus Ehlen, deutscher friedensbewegter Lehrer. Er gilt als Pionier des Selbsthilfe-Siedlungsbaus |
| Nikolaus-Otto-Straße         | Düren                | Benannt nach Nicolaus Otto, nach dem heute der Ottomotor benannt wird |
| Nippesstraße                 | Düren                | Vermutlich benannt nach dem Nipphaus, welches an der Ecke Nippesstraße / Rütger-von-Scheven-Straße stand |
| Nordstraße                   | Birkesdorf           | bis 6. September 1973 Jülicher Straße |
| Nörvenicher Straße           | Düren                | → Siehe Nörvenicher Straße |
| Novalisstraße                | Arnoldsweiler        | Benannt nach Novalis, eigentlich Georg Philipp Friedrich von Hardenberg, deutscher Schriftsteller der Frühromantik, Philosoph und Bergbauingenieur; bis 6. September 1973 Dürener Straße |
| Obererz                      | Arnoldsweiler        | bis 6. September 1973 Merzenicher Weg |
| Oberstraße                   | Düren                | → Siehe Oberstraße |
| Odenthalstraße               | Düren                | Jakob Odenthal (* 9. Februar 1858; † 26. Juni 1921), Oberpfarrer an St. Anna |
| Olefstraße                   | Mariaweiler          | Benannt nach dem Fluss Olef; bis 6. September 1973 Brückenstraße |
| Oststraße                    | Düren                | Die Oststraße ist Teil einer wichtigen West-Ost-Hauptverkehrsstraße. Der Straßenzug Monschauer Straße, Aachener Straße, Stürtzstraße, Bonner Straße wird über die Oststraße weitergeführt und endet heute an der Euskirchener Straße. Im letzten Teilstück steigt die Oststraße steil an. Bis in die 1970er Jahre überquerte die Oststraße die Euskirchener Straße und endete an der Binsfelder Straße. Dieser Teil wurde in Pfalzstraße umbenannt. In der Ratssitzung vom 5. Juni 1888 wurde die Benennung des bisherigen Alten Binsfelder Weges oder auch Eschfeldstraße genannt, in Oststraße beschlossen. Der Ausbau wurde erst 1903 beschlossen. |
| Ottensgasse                  | Düren                | |
| Otto-Brenner-Straße          | Birkesdorf           | Benannt nach Otto Brenner, deutscher Gewerkschafter, Politiker und Vorsitzender der IG Metall |
| Otto-Suhr-Straße             | Lendersdorf          | Benannt nach Otto Suhr, deutscher Politiker und Regierender Bürgermeister von Berlin; bis 6. September 1973 Rurstraße |
| Pankratiusstraße             | Konzendorf           | An dieser Straße steht die denkmalgeschützte Kapelle St. Pankratius; bis 6. September 1973 Dorfstraße |
| Papiermühle                  | Gürzenich            | Gewerbegebiet; bis 6. September 1973 Alte Mühle, vorher Mühlenweg |
| Paradiesbenden               | Düren                | Bend oder Benden bezeichnen (frühere) Wiesengebiete |
| Paradiesplatz                | Düren                | Siehe Paradiesstraße |
| Paradiesstraße               | Düren                | → Siehe Paradiesstraße |
| Parkstraße                   | Gürzenich            | Hier wohnte der Opernsänger Rudolf Schock |
| Pastor-Hesseler-Straße       | Birgel               | Wilhelm Hesseler (1898–1968), Pfarrer in Birgel, bis 6. September 1973 Weg zw. A. d. Bongert u. Monschauer Landstraße |
| Pastor-Lüpschen-Straße       | Düren                | Heinrich Lüpschen (* 9. Dezember 1898; † 12. September 1963), Pastor an St. Marien |
| Paulstraße                   | Merken               | In diesem Bereich sind die meisten Straßen mit Vornamen bezeichnet; bis 6. September 1973 teilweise auch Kirchfeldstraße, Friedensplatz und Lauerstraße |
| Penzigstraße                 | Rölsdorf             | Da in dieser Siedlung viele Heimatvertriebene wohnen, wurde die Straße nach Penzig benannt |
| Pestalozzistraße             | Düren                | Benannt nach Johann Heinrich Pestalozzi, Schweizer Pädagoge. Außerdem machte er sich als Philanthrop, Schul- und Sozialreformer, Philosoph sowie Politiker einen Namen. |
| Peter-Beier-Platz            | Düren                | Peter Beier (* 5. Dezember 1934; † 10. November 1996), Pfarrer der Evangelischen Gemeinde zu Düren |
| Peterstraße                  | Merken               | In diesem Bereich sind die meisten Straßen mit Vornamen bezeichnet; bis 6. September 1973 teilweise auch Kirchstraße |
| Pfalzstraße                  | Düren                | → Siehe Pfalzstraße |
| Pfarrer-Füssenich-Straße     | Lendersdorf          | Karl Füssenich (1849–1924), Pfarrer in Lendersdorf; bis 6. September 1973 Füssenichstraße |
| Pfarrer Ginnen-Straße        | Derichsweiler        | langjähriger Pfarrer in Derichsweiler |
| Pfarrer-Hecker-Straße        | Gürzenich            | Paul Hecker (* 17. April 1880; † 14. September 1930); Pfarrer in Gürzenich von 1917 bis 1930 |
| Pfarrer-Rody-Straße          | Birkesdorf           | Georg Christian Maria Rody (* 5. Februar 1880; † 9. April 1944), Pfarrer in Birkesdorf; bis 6. September 1973 Kirchgasse |
| Pfennigsweide                | Rölsdorf             | Benannt nach dem Besitzer der Weide |
| Philippstraße                | Düren                | → Siehe Philippstraße |
| Pimmenicher Weg              | Lendersdorf          | Benannt nach Haus Pimmenich |
| Pitzlergasse                 | Birkesdorf           | |
| Piusstraße                   | Düren                | Benannt nach Papst Pius XII. An der Ecke Zülpicher Straße steht die Pfarrkirche St. Josef |
| Platanenhof                  | Lendersdorf          | Benannt nach der Baumart Platane; bis 6. September 1973 teilweise auch Im Bongert |
| Platz der deutschen Einheit  | Düren                | Am 15. November 2011 erhielt die Straßenkreuzung Schenkelstraße / Tivolistraße / Philippstraße / August-Klotz-Straße diesen Namen. Im Volksmund wird er Kriegerdenkmalsplatz genannt |
| Pletzergasse                 | Düren                | → Siehe Pletzergasse |
| Poliusstraße                 | Düren                | → Siehe Poliusstraße |
| Pollesmaar                   | Derichsweiler        | bis 6. September 1973 Reutersstraße |
| Poststraße                   | Niederau             | An der Ecke Kreuzauer Straße war früher das Postamt |
| Professor-Hahn-Straße        | Birkesdorf           | Benannt nach Otto Hahn, deutscher Chemiker, Pionier der Radiochemie, Entdecker der Kernisomerie (Uran Z) und der Kernspaltung des Urans (Nobelpreis 1944); bis 6. September 1973 Breite Straße |
| Pützgesbenden                | Lendersdorf          | Bend oder Benden bezeichnen (frühere) Wiesengebiete |
| Quirinusstraße               | Merken               | In diesem Bereich sind die meisten Straßen mit Vornamen bezeichnet |
| Raiffeisenstraße             | Merken               | Benannt nach Friedrich Wilhelm Raiffeisen, deutscher Sozialreformer und Kommunalbeamter. Er gehört zu den Gründern der genossenschaftlichen Bewegung in Deutschland und ist der Namensgeber der Raiffeisenorganisation; bis 6. September 1973 Industriestraße |
| Rathenaustraße               | Düren                | Benannt nach Walther Rathenau, deutscher Industrieller, Schriftsteller und liberaler Politiker (DDP), Reichsaußenminister |
| Rather Straße                | Arnoldsweiler        | Benannt nach Haus Rath |
| Ratsstraße                   | Gürzenich            | bis 6. September 1973 teilweise auch Lendersdorfer Weg, vorher auch Schulstraße |
| Reginastraße                 | Merken               | In diesem Bereich sind die meisten Straßen mit Vornamen bezeichnet; bis 6. September 1973 Kreuzstraße |
| Rektor-Peiffer-Straße        | Lendersdorf          | Hubert Peiffer (1919–1968), Rektor in Lendersdorf; bis 6. September 1973 Friedenstraße |
| Renkerstraße                 | Niederau/Lendersdorf | Benannt nach Armin Renker, deutscher Fabrikant, Papierforscher, Schriftsteller und Politiker. Klassifiziert als Landesstraße 13; bis 6. September 1973 Benno-Schoeller-Straße |
| Rheinstraße                  | Mariaweiler          | Benannt nach dem Fluss Rhein; bis 6. September 1973 Rurstraße |
| Rhönstraße                   | Gürzenich            | Benannt nach dem Mittelgebirge Rhön; bis 6. September 1973 An der Maar |
| Ricarda-Huch-Straße          | Arnoldsweiler        | Benannt nach Ricarda Huch, deutsche Schriftstellerin, Dichterin, Philosophin und Historikerin |
| Rilkestraße                  | Arnoldsweiler        | Benannt nach Rainer Maria Rilke, Lyriker der deutschen Sprache; bis 6. September 1973 Lindenstraße |
| Ringstraße                   | Birkesdorf           | Klassifiziert als Landesstraße 257 |
| Ritterstraße                 | Birgel               | bis 6. September 1973 Burgstraße |
| Robert-Koch-Straße           | Düren                | Benannt nach Robert Koch, deutscher Mediziner und Mikrobiologe |
| Roermonder Straße            | Merken               | Benannt nach der Stadt Roermond in den Niederlanden. Klassifiziert als Landesstraße 257; bis 6. September 1973 Aldenhovener Straße und Dürener Straße |
| Rölsdorfer Straße            | Lendersdorf          | Benannt nach dem Stadtteil Rölsdorf |
| Römerstraße                  | Düren                | → Siehe Römerstraße |
| Roncallistraße               | Düren                | Benannt nach Angelo Giuseppe Roncalli, dem späteren Papst Johannes XXIII.; bis 6. September 1973 Johannesstraße |
| Röntgenstraße                | Düren                | Benannt nach Wilhelm Conrad Röntgen, deutscher Physiker. Er fand die Röntgenstrahlen |
| Roonstraße                   | Düren                | Benannt nach Albrecht von Roon, preußischer Generalfeldmarschall und Politiker. An dieser Straße steht das Krankenhaus Düren |
| Rosenweg                     | Gürzenich            | Benannt nach der Pflanzengattung Rosen |
| Rotdornweg                   | Birgel               | Benannt nach der Pflanzengattung Rotdorn; bis 6. September 1973 Schoellerstraße |
| Rotterdamer Straße           | Düren                | In diesem Viertel sind alle Straßen nach Städten in Belgien, Luxemburg oder den Niederlanden benannt, hier Rotterdam |
| Rudolf-Diesel-Straße         | Düren                | Benannt nach Rudolf Diesel, deutscher Ingenieur und der Erfinder des Dieselmotors |
| Rudolf-Schock-Platz          | Düren                | Benannt nach Rudolf Schock, deutscher Opern-, Lied- und Operettensänger in der Stimmlage lyrischer Tenor. Liegt vor dem Haus der Stadt |
| Rurbenden                    | Birkesdorf           | Führt vom Gewerbegebiet Talbenden in das Gewerbegebiet Rurbenden (Gemeinde Niederzier). Bend oder Benden bezeichnen (frühere) Wiesengebiete |
| Rurdammweg                   | Düren                | Als die Hochwasser der Rur noch nicht durch die Talsperren aufgefangen wurden, wurde die Rur durch einen Damm eingedeicht. |
| Rurstraße                    | Düren                | → Siehe Rurstraße |
| Rütger-von-Scheven-Straße    | Düren                | → Siehe Rütger-von-Scheven-Straße |
| Saarstraße                   | Düren                | Benannt nach dem Fluss Saar |
| Sachsenstraße                | Düren                | → Siehe Sachsenstraße; bis 6. September 1973 Eintrachtstraße |
| Saint-Hubert-Straße          | Lendersdorf          | bis 6. September 1973 teilweise auch Lendersdorfer Straße |
| Salierweg                    | Düren                | Benannt nach dem fränkischen Adelsgeschlecht der Salier |
| Samlandweg                   | Rölsdorf             | Da in dieser Siedlung viele Heimatvertriebene wohnen, wurde die Straße nach der Ostsee-Halbinsel Samland benannt |
| Sattlerstraße                | Hoven                | Benannt nach dem Beruf des Sattlers; bis 6. September 1973 Bergstraße |
| Sauerbruchstraße             | Birkesdorf           | Benannt nach Ferdinand Sauerbruch, deutscher Arzt |
| Schafweg                     | Düren                | Er diente zur Austrift der Schafe und ist im Adressbuch von 1882 schon erwähnt. |
| Scharnhorststraße            | Grüngürtel           | → Siehe Scharnhorststraße |
| Schelle                      | Derichsweiler        | bis 6. September 1973 Ringstraße |
| Schenkelstraße               | Düren                | → Siehe Schenkelstraße |
| Schevenhüttener Straße       | Gürzenich            | Klassifiziert als Landesstraße 25. Benannt nach dem Ort Schevenhütte |
| Schieferbenden               | Birgel               | bis 6. September 1973 Schulstraße und Weg parallel zur Bergstraße. Bend oder Benden bezeichnen (frühere) Wiesengebiete |
| Schillerstraße               | Düren                | Benannt nach Friedrich von Schiller, deutschsprachiger Dichter, Philosoph und Historiker |
| Schillingsstraße             | Gürzenich            | Klassifiziert als Landesstraße 25. Benannt nach den Gebrüdern Carl Georg Schillings und Max von Schillings bis 6. September 1973: bis Einmündung Steinmaar -> Hauptstraße, von Steinmaar bis Bachbrücke Marktplatz (Grünfläche mit großem Holzkreuz) -> Markt |
| Schlehdornweg                | Birgel               | Benannt nach der Pflanzenart Schlehdorn |
| Schlichbachstraße            | Merken               | |
| Schlicher Straße             | Derichsweiler        | Klassifiziert als Kreisstraße 27. Benannt nach dem Ort Schlich |
| Schlömers Gasse              | Lendersdorf          | |
| Schloßbergstraße             | Birkesdorf           | Benannt nach der ehemaligen Burg Schloßberg |
| Schmalenburg                 | Lendersdorf          | Benannt nach dem Hof Schmalenburg; bis 6. September 1973 Burgstraße |
| Schmiedestraße               | Hoven                | |
| Schmittenfeldchen            | Arnoldsweiler        | |
| Schneidhausener Weg          | Lendersdorf          | Benannt nach dem Ort Schneidhausen |
| Schoellershammer             | Krauthausen          | Zufahrt zur Papierfabrik Schoellershammer |
| Schoellerstraße              | Düren                | → Siehe Schoellerstraße |
| Schönwaldweg                 | Mariaweiler          | |
| Schopenhauerweg              | Düren                | Benannt nach Arthur Schopenhauer, deutscher Philosoph, Autor und Hochschullehrer |
| Schroederstraße              | Gürzenich            | Werner Schroeder (1838–1945), Lehrer in Gürzenich, Schriftsteller und Heimatforscher; bis 6. September 1973 Werner-Schroeder-Straße, vorher Johannesstraße |
| Schubertweg                  | Düren                | Benannt nach Franz Schubert, österreichischer Komponist |
| Schüllsmühle                 | Birkesdorf           | bis 6. September 1973 Mariaweilerstraße |
| Schulstraße                  | Düren                | Der frühere Ochsenweg, der über die Brückenstraße bis nach Merzenich führt, wurde 1841 durch den Bau der Eisenbahnlinie zerschnitten. Wegen der 1886 erbauten Elementarschule wurde der untere Teil als Schulstraße benannt |
| Schumannweg                  | Düren                | Benannt nach Robert Schumann, deutscher Komponist und Pianist der Romantik |
| Schützenstraße               | Düren                | → Siehe Schützenstraße |
| Schwalbenweg                 | Echtz                | Benannt nach der Vogelart Schwalben; bis 6. September 1973 Oststraße |
| Schwarzenbroichstraße        | Gürzenich            | Benannt nach dem verfallenen Kloster Schwarzenbroich; bis 6. September 1973 Josef-Werner-Straße, vorher Friedenstraße |
| Schwarzer Weg                | Lendersdorf          | |
| Schweringstraße              | Düren                | Karl Schwering, Direktor am Stiftischen Gymnasium (von 1892 bis 1896) |
| Sebastianusstraße            | Merken               | In diesem Bereich sind die meisten Straßen mit Vornamen bezeichnet; bis 6. September 1973 Schützenstraße |
| Seestraße                    | Echtz                | |
| Senefelderstraße             | Hoven                | Klassifiziert als Landesstraße 13. Benannt nach Alois Senefelder, österreichisch-deutscher[1] Schauspieler und Theaterschriftsteller sowie Erfinder der Lithografie; bis 6. September 1973 Dürener Straße |
| Sepp-Herberger-Platz         | Düren                | Benannt nach Sepp Herberger, deutscher Fußballspieler und -trainer. sowie Bundestrainer |
| Sievernicher Straße          | Düren                | Benannt nach dem Ort Sievernich |
| Sittergraben                 | Lendersdorf          | bis 6. September 1973 Birkenweg |
| Sonnenweg                    | Gürzenich            | |
| Sophienhof                   | Birkesdorf           | Seniorenwohnungen |
| Sophie-Scholl-Straße         | Düren                | Benannt nach Sophie Scholl, deutsche Widerstandskämpferin gegen die Diktatur des Nationalsozialismus |
| Spenglerstraße               | Hoven                | Benannt nach dem Beruf des Spenglers; bis 6. September 1973 Gartenstraße und Wilhelmstraße |
| St.-Matthias-Straße          | Echtz                | bis 6. September 1973 Hofacker |
| St.-Michael-Straße           | Echtz                | bis 6. September 1973 Marienweg |
| Stammelner Fließ             | Birkesdorf           | bis 6. September 1973 Grabenstraße |
| Stauffenbergstraße           | Düren                | Benannt nach Claus Schenk Graf von Stauffenberg, Offizier der deutschen Wehrmacht und während des Zweiten Weltkrieges eine der zentralen Figuren des militärischen Widerstandes gegen den Nationalsozialismus in Deutschland |
| Stefan-Schwer-Straße         | Düren                | Benannt nach Stefan Schwer, in Düren geborener deutscher Heldentenor |
| Stefan-Zweig-Straße          | Arnoldsweiler        | Benannt nach Stefan Zweig, österreichischer Schriftsteller; bis 6. September 1973 Am Wallgraben |
| Stegerwaldstraße             | Lendersdorf          | Benannt nach Adam Stegerwald, deutscher Politiker und Mitbegründer der christlichen Gewerkschaften in Deutschland und der CSU in Bayern; bis 6. September 1973 Von-Ketteler-Straße |
| Steglitzstraße               | Rölsdorf             | bis 6. September 1973 Vogelsang |
| Steinbißstraße               | Echtz                | Klassifiziert als Kreisstraße 35; bis 6. September 1973 teilweise auch Kirchstraße |
| Steinmaar                    | Gürzenich            | |
| Steinweg                     | Düren                | → Siehe Steinweg |
| Stephanstraße                | Düren                | Die Straße liegt im Osten von Düren. Sie beginnt an der Gneisenaustraße, biegt dann rechtwinklig nach Norden ab und endet auf der Girbelsrather Straße. Im ersten Teilbereich grenzen die Gärten der Häuser in der Friedenstraße an die Stephanstraße. Die Straße ist nach Heinrich von Stephan benannt. Er war Generalpostdirektor des Deutschen Reichs, Organisator des deutschen Postwesens und Mitbegründer des Weltpostvereins. Außerdem war er kaiserlicher Wirklicher Geheimrat, Staatssekretär des Reichspostamts und königlich preußischer Staatsminister, Mitglied des Preußischen Staatsrates und des Preußischen Herrenhauses (1872–1897) und Domherr von Merseburg.                                                                           |
| Stettiner Straße             | Düren                | Benannt nach der Stadt Stettin; Straße liegt im Satellitenviertel |
| Steufmehlweg                 | Düren                | Simon Steufmehl, Vikar an St. Anna und 1536 Gründer der Armenstiftung |
| Stockheimer Landstraße       | Düren                | Benannt nach dem Ort Stockheim, Verlängerung der Euskirchener Straße, klassifiziert als Bundesstraße 56 |
| Stresemannstraße             | Düren                | Benannt nach Gustav Stresemann (1878–1929), Politiker, Reichskanzler und Außenminister; am 6. März 1956 wurde die am Fuchsberg entstehende Straße nach ihm benannt. |
| Stürtzstraße                 | Düren                | Benannt nach Emmerich Stürtz, Landrat des Kreises Düren und Geheimer Regierungsrat, klassiziziert als Bundesstraße 264 |
| Südstraße                    | Düren                | → Siehe Südstraße |
| Talbenden                    | Birkesdorf           | Die Straße bildet die Grenze zwischen den Gewerbegebieten Talbenden (Düren) und Rurbenden (Niederzier) |
| Talstraße                    | Arnoldsweiler        | |
| Tannenbergstraße             | Düren                | Benannt nach der Schlacht bei Tannenberg (1914) |
| Tannenweg                    | Gürzenich            | bis 6. September 1973 Hardtweg |
| Taunusstraße                 | Rölsdorf             | Benannt nach dem Mittelgebirge Taunus |
| Teichstraße                  | Niederau             | Benannt nach dem Niederauer Teich; bis 6. September 1973 teilweise auch Im Höfchen |
| Thomas-Mann-Straße           | Arnoldsweiler        | Klassifiziert als Landesstraße 257. Benannt nach Thomas Mann, deutscher Schriftsteller; bis 6. September 1973 Birkesdorfer Straße |
| Thomasstraße                 | Merken               | In diesem Bereich sind die meisten Straßen mit Vornamen bezeichnet |
| Tischlerstraße               | Hoven                | Benannt nach dem Beruf des Tischlers; bis 6. September 1973 Rurstraße |
| Tivolistraße                 | Düren                | → Siehe Tivolistraße |
| Traunseeweg                  | Niederau             | Benannt nach dem Traunsee, an dessen Ufer die Partnergemeinde von Niederau, nämlich Altmünster liegt; bis 2001 Carl-Diem-Weg |
| Trierbachweg                 | Gürzenich            | bis 6. September 1973 Zehntgasse |
| Trierer Straße               | Arnoldsweiler        | Benannt nach der Stadt Trier; bis 6. September 1973 Dürener Straße |
| Trift                        | Berzbuir             | Benannt nach der Viehtrift |
| Tuchbleiche                  | Birkesdorf           | |
| Tuchmühle                    | Niederau             | bis 6. September 1973 An der Mühle |
| Tulpenstraße                 | Mariaweiler          | Benannt nach der Blumenart Tulpe; bis 6. September 1973 Berliner Straße |
| Turmstraße                   | Birgel               | In der Nähe der Straße liegt das namensgebende denkmalgeschützte Bauwerk, der Turmstumpf Mozenborn. |
| Ubierstraße                  | Düren                | Benannt nach dem westgermanischen Volk der Ubier |
| Uferstraße                   | Lendersdorf          | bis 6. September 1973 Oststraße |
| Uhlandstraße                 | Düren                | Benannt nach Ludwig Uhland, deutscher Dichter, Literaturwissenschaftler, Jurist und Politiker |
| Ulmenstraße                  | Birkesdorf           | Benannt nach der Baumart Ulme |
| Urbanusstraße                | Arnoldsweiler        | |
| Urftstraße                   | Mariaweiler          | Benannt nach dem Fluss Urft; bis 6. September 1973 Schoellerstraße |
| Ursulastraße                 | Merken               | In diesem Bereich sind die meisten Straßen mit Vornamen bezeichnet |
| Ursulinenstraße              | Düren                | → Siehe Ursulinenstraße |
| Valencienner Straße          | Düren/Gürzenich      | Benannt nach der ersten Partnerstadt von Düren, Valenciennes in Frankreich, klassifiziert als Bundesstraße 264; früher Aachener Landstraße |
| Van-der-Giese-Straße         | Düren                | Benannt nach Joseph van der Giese, Dichter in Dürener Mundart |
| Van-der-Velden-Straße        | Birkesdorf           | Benannt nach Johannes Joseph van der Velden, katholischer Theologe und Bischof von Aachen |
| Veldener Straße              | Düren                | → Siehe Veldener Straße |
| Velinstraße                  | Mariaweiler          | bis 6. September 1973 Ackerstraße |
| Viandener Straße             | Düren                | In diesem Viertel sind alle Straßen nach Städten in Belgien, Luxemburg oder den Niederlanden benannt, hier Vianden |
| Victor-Gollancz-Straße       | Düren                | Benannt nach Victor Gollancz, britisch-jüdischer Verleger, Sozialdemokrat, Humanist und Kämpfer für die Menschenrechte; früher Philippstraße |
| Vikar-Klein-Straße           | Arnoldsweiler        | Karl Klein (* 1. November 1887; † 1. Oktober 1940), Vikar in Arnoldsweiler von 1920 bis 1929; bis 6. September 1973 Zehnthofstraße |
| Viktoriastraße               | Düren                | → Siehe Viktoriastraße |
| Vilvenicher Weg              | Merken               | Benannt nach der Siedlung Vilvenich |
| Violengasse                  | Düren                | → Siehe Violengasse |
| Vischenichstraße             | Berzbuir             | Hermann Vischenich, lebte in der 1. Hälfte des 16. Jahrhunderts, Besitzer des Bauschhofes; bis 6. September 1973 St.-Anna-Straße |
| Von-Aue-Straße               | Niederau             | Das Geschlecht von Aue war Inhaber der Herrschaft Burgau vom 13. bis 15. Jahrhundert, Zufahrtsstraße zu Schloss Burgau; bis 6. September 1973 Burgstraße, Burgallee, Burgauer Allee und Rurstraße |
| Von-Elmpt-Straße             | Niederau             | Das Geschlecht von Elmpt war Inhaber des Schlosses Burgau vom 15. bis 19. Jahrhundert; bis 6. September 1973 Friedhofstraße |
| Von-Spee-Straße              | Birgel               | Friedrich Reichsgraf von Spee (1865–1928), 1. Pfarrer in Birgel von 1905 bis 1909; bis 6. September 1973 Kirchstraße |
| Wachtelweg                   | Echtz                | Benannt nach der Vogelart Wachtel |
| Waidfeld                     | Rölsdorf             | Benannt nach dem Färberkraut Waid |
| Waisenhausstraße             | Düren                | → Siehe Waisenhausstraße |
| Waldstraße                   | Derichsweiler        | |
| Wallstraße                   | Düren                | → Siehe Wallstraße |
| Walzmühle                    | Düren                | |
| Warener Straße               | Rölsdorf             | Die Dürener Metallwerke siedelten während des Zweiten Weltkrieges nach Berlin-Wittenau und später nach Waren (Müritz) um. Für die heimkehrenden Arbeiter wurden in den beiden Straßen Wohnungen gebaut |
| Weberstraße                  | Düren                | Benannt nach der Berufsbezeichnung Weber |
| Wechselsaat                  | Hoven                | bis 6. September 1973 Oberstraße |
| Weckspfad                    | Düren                | Benannt nach einem Anlieger oder Besitzer mit dem Namen Weck |
| Weidenpesch                  | Birkesdorf           | bis 6. September 1973 teilweise auch Arnoldsweilerstraße und Schulweg |
| Weidmühlenstraße             | Echtz                | |
| Weierstraße                  | Düren                | → Siehe Weierstraße |
| Wenzel-Hollar-Straße         | Düren                | → Siehe Wenzel-Hollar-Straße |
| Werderstraße                 | Grüngürtel           | Benannt nach Karl Friedrich Wilhelm Leopold August Graf von Werder, preußischer General |
| Wernersstraße                | Düren                | → Siehe Wernersstraße |
| Wewordenstraße               | Düren                | Hildebrand von Weworden (1472/73–1537), Pfarrer an St. Anna, Gründer der Annabruderschaft 1509 |
| Wiechertstraße               | Arnoldsweiler        | Benannt nach Ernst Wiechert, deutscher Schriftsteller |
| Wieselsmaar                  | Derichsweiler        | |
| Wiesenstraße                 | Birkesdorf           | |
| Wilhelm-Schüll-Straße        | Birkesdorf           | Wilhelm Schüll (* 24. März 1826; † 25. Mai 1885), Papier- und Wollfabrikant, Stifter des St. Marien-Hospitals Düren |
| Wilhelm-Wester-Weg           | Düren                | Wilhelm Wester (* 5. März 1889; † 26. Januar 1960), Pfarrer an der Ev. Gemeinde zu Düren |
| Wilhelmstraße                | Düren                | → Siehe Wilhelmstraße |
| Willi-Bleicher-Straße        | Birkesdorf           | Benannt nach Willi Bleicher, deutscher Gewerkschafter |
| Willi-Rixen-Straße           | Niederau             | Willi Rixen (1909–1968), deutscher Maler und Glasmaler |
| Willy-Brandt-Park            | Düren                | Der frühere Stadtpark wurde nach Willy Brandt, Bundeskanzler und Friedensnobelpreisträger, benannt |
| Winand-Dammers-Straße        | Birkesdorf           | Winand Dammers (1901–1976), Amtsbürgermeister und Ehrenbürger |
| Windgensgasse                | Echtz                | bis 6. September 1973 Mühlenweg |
| Wirtelstraße                 | Düren                | → Siehe Wirtelstraße |
| Wirteltorplatz               | Düren                | Hier stand früher das Wirteltor |
| Wittenauer Straße            | Rölsdorf             | Die Dürener Metallwerke siedelten während des Zweiten Weltkrieges nach Berlin-Wittenau und später nach Waren (Müritz) um. Für die heimkehrenden Arbeiter wurden in den beiden Straßen Wohnungen gebaut |
| Wittlicher Straße            | Birgel               | Benannt nach der Stadt Wittlich, bis 6. September 1973 Auf dem Bongert |
| Wolffsgasse                  | Lendersdorf          | |
| Wörthstraße                  | Düren                | Benannt nach der Schlacht bei Wörth im Elsass |
| Wüstweilerstraße             | Arnoldsweiler        | bis 6. September 1973 Zehnthoffeldchen |
| Yorckstraße                  | Düren                | Benannt nach Johann David Ludwig Graf Yorck von Wartenburg, preußischer Generalfeldmarschall |
| Zehnthofstraße               | Düren                | → Siehe Zehnthofstraße |
| Zeppelinstraße               | Düren                | Benannt nach Ferdinand von Zeppelin |
| Zollhausplatz                | Birkesdorf           | |
| Zollhausstraße               | Birkesdorf           | bis 6. September 1973 Dürener Straße |
| Zu den Blanken               | Lendersdorf          | bis 6. September 1973 Lindenstraße |
| Zu den Gärten                | Lendersdorf          | |
| Zülpicher Platz              | Düren                | Benannt nach der Stadt Zülpich |
| Zülpicher Straße             | Düren                | → Siehe Zülpicher Straße |
| Zum Bauschhof                | Berzbuir             | Benannt nach dem Bauschhof; bis 6. September 1973 Pützgasse |
| Zum Berzberg                 | Berzbuir             | bis 6. September 1973 teilweise auch Kapellenstraße |
| Zum Blümling                 | Lendersdorf          | bis 6. September 1973 Feldstraße |
| Zum Bruch                    | Birgel               | bis 6. September 1973 Waldstraße |
| Zum Friesenhof               | Kufferath            | |
| Zum Froschmaar               | Derichsweiler        | |
| Zum Katzbach                 | Birkesdorf           | |
| Zum Kirchenpättchen          | Birgel               | |
| Zum Knipp                    | Berzbuir             | |
| Zum Mühlengraben             | Rölsdorf             | |
| Zum Pastorsweiher            | Derichsweiler        | |
| Zum Richelnberg              | Lendersdorf          | bis 6. September 1973 Schneidhausener Straße |
| Zum Roten Kreuz              | Lendersdorf          | |
| Zum Volkspark                | Rölsdorf             | bis 6. September 1973 Burgstraße |
| Zum Wibbelrusch              | Düren                | |
| Zur Kesselkaul               | Birkesdorf           | benannt nach dem ehemaligen Landrat Otto Kesselkaul |
| Zur Lohe                     | Echtz                | bis 6. September 1973 Ringstraße |
| Zur Rölsdorfer Burg          | Rölsdorf             | |